# شيانج كاي شيك

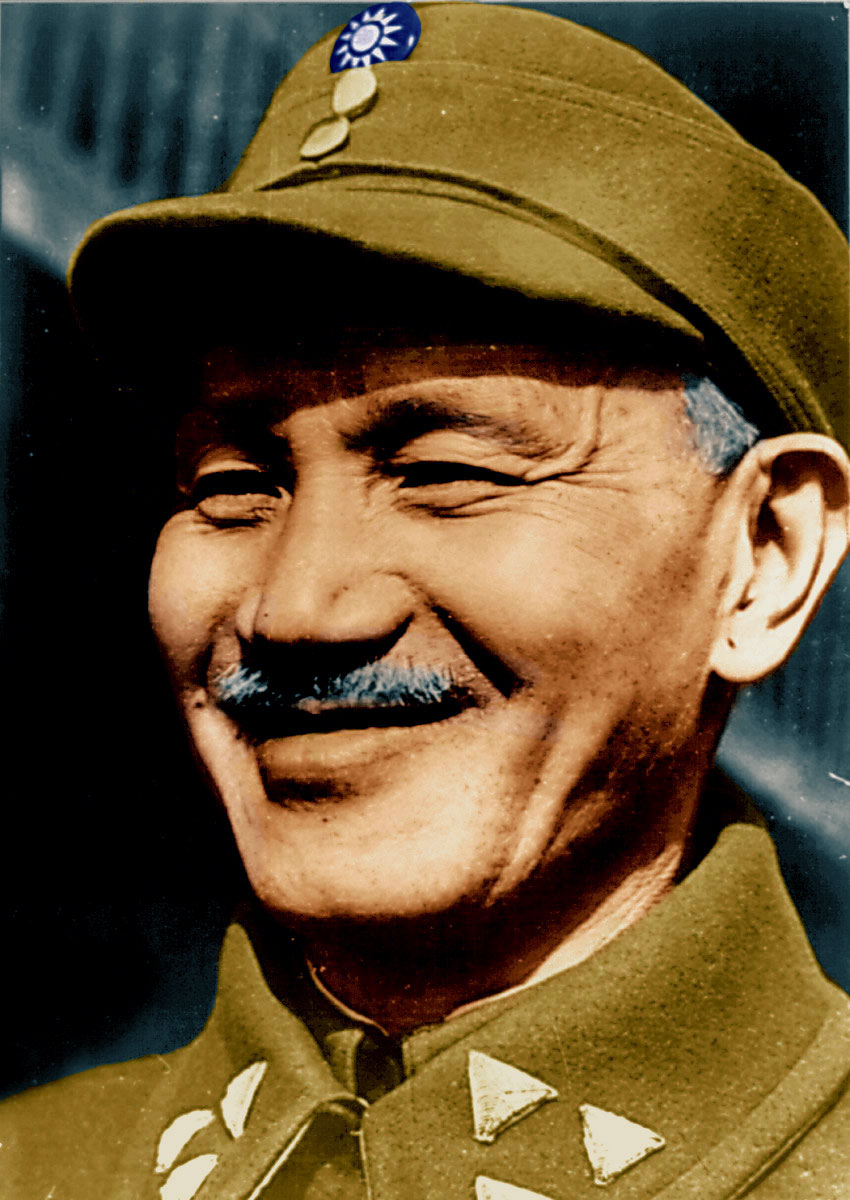
تشانغ كاي شيك (1887-1975)

شيانج كاي شيك أو تشانغ كاي شيك (بالصينية 蔣中正 أو 蔣介石، بالإنجليزية Chiang Kai-shek) ولد في 31 أكتوبر 1887 وتوفي في 5 أبريل 1975 قائد سياسي وعسكري صيني تولى رئاسة حزب الكومنتانج الوطني بعد وفاة صن يات سين عام 1925 وقاد الحكومة الوطنية لجمهورية الصين من عام 1928 لعام 1975 وقاد (حملة الشمال) لتوحيد الصين ضد أمراء الحرب والتي أدت لأن يصبح رئيس جمهورية الصين عام 1928.

## سيرته
ولد شيانج في فينج هوا بمقاطعة شيكيانغ بالقرب من شنغهاي في 31 أكتوبر 1887 حاد عن تقليدية العائلة في الزراعة والتجارة البسيطة ليلتحق بالجيش وبعد قضائه مدة وجيزة في الأكاديمية العسكرية الوطنية في باودينغ سافر إلى طوكيو ليلتحق بكلية اركان الجيش. وهناك تقابل مع سن يات سن وانضم إلى التحالف الثوري المتحد والذي صار فيما بعد الحزب الوطني (كومنتانج Kuomintang) الذي كان يهدُف إلى إطاحة الحكومة الملكية وتوحيد الصين في جمهورية.
تنقل تشانغ ما بين الصين واليابان على مدى سنوات عديدة تلقى خلالها تدريبه العسكري وشحذ فكره السياسي. وفي عام 1911 تولى -بوصفه معاوناً لسن- قيادة أحد الأفواج في الثورة التي قادت إلى إقامة جمهورية الصين عام 1912.
وعلى مدى العقد التالي قسّم شيانج وقته ما بين محاربة الأعداء في الصين ومواصلة تعليمه العسكري وطلب المساعدات المالية لبلاده. وعند عودته إلى الصين عام 1924 تولى إدارة أكاديمية وامبو العسكرية التابعة للحزب الوطني حيث تهيأت له الفرصة للتأثير في الضباط الصغار وتوسيع قاعدة قوته المتنامية.

## صعوده للسلطة
بوفاة سون عام 1925 تولى شيانج قيادة التحالف الثوري الاتحادي وبدأ خططاً لاقتلاع آخر أباطرة الحرب الذين كانوا لايزالون معارضين للحكومة المركزية وفي عام 1926 نظم شيانج ثمانى فرق لمحاربة المتزعمين للمعارضة في شمال ووسط الصين وقام في غضون العام الأول من (الحملة الشمالية) بتطهير التحالف من الشيوعيين وكان الكثير منهم أعضاء في الحزب منذ تأسيسه، وفي العام التالي تزوج من سونج ماي لنج (Soong Ching-ling) فزاد نفوذه بارتباطه بهذه العائلة الثرية والواسعة النفوذ وتولى منصب رئيس الحكومة الوطنية وحكم الصين الموحدة.
بحلول أوائل الثلاثينات كانت المعارضة الوحيدة الباقية في وجه شيانج هم الشيوعيين بقيادة ماو تسي تونغ وقد كانت عملياته الأولى ضد الجيش الأحمر الشيوعى ناجحة مما أجبرهم على الانسحاب فيما يُعرف بالمسيرة الطويلة

## حكمه

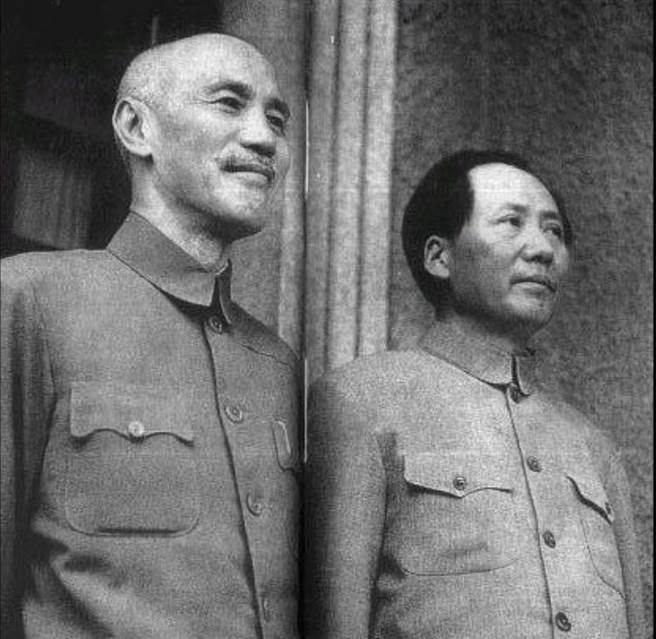
صورة تجمع بين ماو تسي تونغ وتشانغ كاي شيك

حافظ قادة الحرب المستسلمين على نوع من الحكم الذاتي داخل مناطقهم بعد سيطرة حزب شيانج على الصين. وفي 10 أكتوبر 1928، أصبح شيانج مديرًا لمجلس الدولة، وهو منصب يعادل رئيس الدولة، بالإضافة إلى ألقابه الأخرى. أطلقت عليه وسائل الإعلام الغربية لقب القائد العام (أو جنراليسيمو)، كما فعلت مع سلفه سون يات سين.
وفقًا لخطط سون يات سين، أعاد حزب الكومينتانغ (الحزب القومي الصيني) بناء الصين في ثلاث خطوات: الحكم العسكري والوصاية السياسية والحكم الدستوري. شكلت الديمقراطية الهدف النهائي لثورة الكومينتانغ، ولكنها لم تكن قابلة للتطبيق في بلد مجزأ كهذا. أتم حزب الكومينتانغ الخطوة الأولى للثورة باستيلائه على السلطة عام 1928، ليبدأ بعدها حكم شيانج في فترة أطلق عليها حزبه اسم «الوصاية السياسية» تيمنًا بسون يات سين. ظهرت وتطورت العديد من سمات الدولة الصينية الحديثة والفعالة خلال الفترة التي سميت بالعصر الجمهوري.
عرفت الفترة الممتدة بين 1928 و1937 بعقد نانجينغ. وبالاعتماد على الوسائل الدبلوماسية، أدارت الدولة علاقاتها مع الإمبريالية الأجنبية وتحكمت بالتنازلات والامتيازات في الصين. عملت الحكومة على تحديث النظامين القانوني والجزائي، وحاولت تثبيت الأسعار، وإنهاء الديون، وإصلاح النظام المصرفي والعملة، وبناء السكك الحديدية والطرق السريعة، وتحسين مرافق الصحة العامة، وتشريع مكافحة الاتجار بالمخدرات، وزيادة الإنتاج الصناعي والزراعي. مع ذلك، لم تنته جميع هذه المشاريع بنجاح. بذلت الدولة آنذاك جهدها لتحسين معايير التعليم، وكمحاولة لتوحيد المجتمع الصيني، أطلقت حركة الحياة الجديدة لتشجيع القيم الأخلاقية الكونفوشيوسية والانضباط الشخصي. دعمت الدولة استخدام المندرينية (اللغة الوطنية) كلغة قياسية، وأسست مرافق الاتصالات (كالراديو مثلًا) لتعزيز الشعور بالقومية الصينية، فهذا لم يكن ممكنًا بغياب حكومة مركزية فعالة.
ومع ذلك، قوبلت نجاحات القوميين باضطرابات سياسية وعسكرية مستمرة. بقيت أجزاء كبيرة من الريف تحت سلطة قادة الحرب والشيوعيين الضعفاء غير المستسلمين، بينما خضعت الكثير من المناطق الحضرية تحت سيطرة حزب الكومينتانغ. اعتمد شيانج على الحلول العسكرية في المسائل المتعلقة بتعنت قادة الحرب، ولكن كلفه ذلك الكثير من الخسائر البشرية والمادية. كادت حرب السهول الوسطى عام 1930 –وحدها- إفلاس الحكومة القومية، وتسببت في مقتل نحو 250000 شخص من الجانبين. في عام 1931، أعلن هو جين هان مين، المؤيد القديم لشيانج، علانية عن تعارض موقف شيانج -كرئيس للوزراء والدولة- مع المثل الديمقراطية للحكومة القومية. وضع شيانج هو قيد الإقامة الجبرية، لكنه أطلق سراحه بعد إدانة وطنية للأمر. إثر ذلك، غادر هو نانجينغ ودعم حكومة منافسة في كانتون. أدى الانقسام إلى صراع عسكري بين حكومة غوانغدونغ برئاسة هو وحكومة شيانج القومية. فاز شيانج بالحملة ضد هو بعد حصوله على ولاء تشانغ شويليانغ –المؤيد السابق لهو.
طوال فترة حكمه، ظل القضاء التام على الشيوعيين حلم شيانج. بعد تجميع قواته في جيانغشي، قاد شيانج جيوشه ضد جمهورية الصين السوفيتية حديثة العهد. حاصرت حملة شيانج الخامسة أخيرًا الجيش الأحمر الصيني في عام 1934 بمساعدة بعض المستشارين العسكريين الأجانب. بعد تحذيرهم من الهجوم القومي الوشيك، انسحب الشيوعيون ليسلكوا طريق المسيرة الطويلة، التي ارتقى خلالها ماو تسي تونغ من مجرد مسؤول عسكري إلى أكثر زعيم مؤثر في الحزب الشيوعي الصيني.
عارض شيانج، بصفته قوميًا وكونفوشيوسيًا، تحطيم أيقونات حركة الرابع من مايو، ولكنه اعتبر الأفكار الغربية أجنبية، واعتقد أن الأفكار والأدب الغربيين، الذين روجت لهما حركة الرابع من مايو، غير مفيدين للصين. كذلك، انتقد شيانج وسون مفكري الرابع من مايو، ووصفوهما بمفسدي أخلاق الشباب الصينيين.
اتهمت الدعاية الشيوعية شيانج بتأييد الرأسمالية، ولكنه عادى رأسماليي شانغهاي، وهاجمهم في كثير من الأحيان، وصادر رؤوس أموالهم وممتلكاتهم لتستخدمها الحكومة. صادر شيانج ثروات الرأسماليين على الرغم من إدانته للشيوعيين ومحاربتهم. ففي نفس الوقت، سحق شيانج منظمات العمال والفلاحين الموالية للشيوعية ورأسماليي شانغهاي الأغنياء. اقتدى شيانج بإيديولوجية سون يات سين المناهضة للرأسمالية، وطلب من وسائل إعلام الكومينتانغ مهاجمة الرأسماليين والرأسمالية علانيةً والاستعاضة عن خدماتهم بالصناعة التابعة للحكومة.
وصف شيانج في كثير من الأحيان بأنه مؤيد للرأسمالية، ولكنه ادعاء مشكوك فيه. دعم رأسماليو شانغهاي شيانج لفترة وجيزة؛ خوفًا من قيام الشيوعية في عام 1927، لكنهم تراجعوا في عام 1928، عندما بدأ شيانج في محاربتهم. ظلت علاقة شيانج كاي شيك بالرأسماليين الصينيين ضعيفة طوال فترة حكمه. منع شيانج الرأسماليين الصينيين من اكتساب أي قوة سياسية أو صوت داخل نظامه. بعد قضائه على العمال الموالين للشيوعية، شرع في مهاجمة الرأسماليين. سمحت علاقة شيانج ببعض العصابات بمهاجمة الرأسماليين في التسويات الدولية؛ ما أجبر الرأسماليين على دعم حملاته العسكرية.
نظر شيانج إلى جميع القوى العظمى الأجنبية بعين الريبة، وكتب في إحدى رسائله: «تهدف جميع هذه القوى إلى تعزيز مصالحها على حساب الدول الأخرى»، واعتقد أن الإدانة المتبادلة لسياسات بعضهم البعض الخارجية مجرد نفاق لا أكثر. لجأ شيانج للإقناع الدبلوماسي في تعامله مع الولايات المتحدة وألمانيا والاتحاد السوفيتي لاستعادة الأراضي الصينية المفقودة، ولكنه اعتبر جميع القوى الأجنبية إمبريالية تحاول الحد من قوة الصين وتسعى لكبح البعث القومي الذي تحظى به البلاد.

## الحرب العالمية الثانية
في الفترة التي شهدت مقدمات الحرب العالمية الثانية تجاهل شيانج في البداية الغزو اليابانى لمنشوريا الصينية وواصل هجومه ضد الشيوعيين حتى 12 ديسمبر 1936 عندما اختطفه الشيوعيين في أثناء زيارته لمدينة زيان (Xi'an) وكان من شروط إطلاق سراحه موافقته على تشكيل جبهة موحدة مع الشيوعيين ضد اليابانيين.
بدأت الحرب الموحدة ضد اليابان في 7 يوليو 1937 ونتج عنها خسارة شيانج لمعظم أراضي البلاد لصالح العدو ولكنه اسهم مع ماو تسي تونغ في المجهود الحربى الذي ترتب عليه بقاء عدد كبير من القوات اليابانية داخل الصين ولم يتح لهذه القوات المشاركة ضد قوات الحلفاء في المحيط الهادى التي كانت تقوم بحملات خاطفة ضد الجزر اليابانية وقد استغل كلاً من شيانج وماو تسي تونغ المساعدات من الولايات المتحدة الأمريكية لبناء احتياطى التسليح والذخيرة واستعداداً لحرب المستقبل و بانتهاء الحرب علت مكانة شيانج الدولية.

## الصين الوطنية أو تايوان
بالرغم من استسلام اليابانيين 1945 وانتهاء الحرب إلا أن الصين لم تعرف الهدوء فقد استأنف وطنيو تشانغ وشيوعيو ماو القتال ضد بعض واستمر القتال لصالح الشيوعيين بالرغم من التدخلات الأمريكية، وفي 10 ديسمبر 1949 نقل تشانغ حكومته التي كانت على شفا الانهيار إلى جزيرة تايوان. ومنذ ذلك الوقت وحتى وفاته في 6 أبريل 1975 حكم ما يُسمى حتى الآن جمهورية الصين مطوراً الجزيرة إلى قوة آسيوية اقتصادية واستمر يتلقى المساعدات الأمريكية لأنه كان واحداً من بضعة زعماء أرسلوا بقوات عسكرية إلى فييتنام لدعم الجهود الحربية للولايات المتحدة إلا انه لم يبذل أي جهد لإعادة التوحد مع الوطن الأم.

## معرض صور

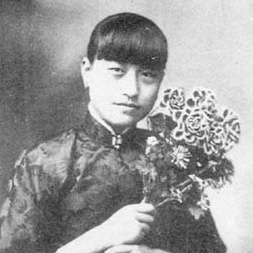
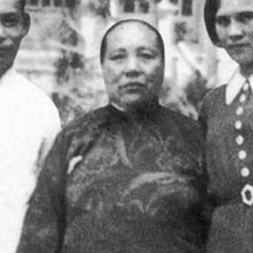
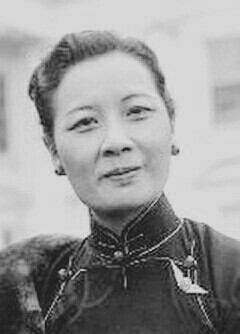

## وصلات خارجية
- شيانج كاي شيك على موقع الموسوعة البريطانية (الإنجليزية)
- شيانج كاي شيك على موقع مونزينجر (الألمانية)
- شيانج كاي شيك على موقع إن إن دي بي (الإنجليزية)
- Obituary, NY Times, April 6, 1975, The Life of Chiang Kai-shek: A Leader Who Was Thrust Aside by Revolution
- ROC Government Biography
- Time magazine's "Man and Wife of the Year", 1937
- The National Chiang Kai-shek Memorial Hall Official Site
- The Chungcheng Cultural and Educational Foundation
- Generalissimo Chiang Kai-shek Association Hong Kong نسخة محفوظة 24 أبريل 2011 على موقع واي باك مشين.
- Order of Generalissimo Chiang Kai-shek supplementing the Act of Surrender – by Japan on September 9, 1945
- Family tree of his descendants نسخة محفوظة 12 ديسمبر 2007 على موقع واي باك مشين. (in حروف صينية مبسطة)